# Dictyodendrilla
Dictyodendrilla é um gênero de esponja marinha da família Dictyodendrillidae.

## Espécies
- Dictyodendrilla caespitosa (Carter, 1886)
- Dictyodendrilla cavernosa (Lendenfeld, 1888)
- Dictyodendrilla dendyi Bergquist, 1996
- Dictyodendrilla digitata (Lendenfeld, 1888)
- Dictyodendrilla massa (Carter, 1886)
- Dictyodendrilla nux (de Laubenfels, 1950)
- Dictyodendrilla tenella (Lendenfeld, 1888)